# Pyridazine
La pyridazine (ou 1,2-diazine) est une molécule di-azotée hétérocyclique de formule chimique C4H4N2. Entre les années 1966-1970, Henri Laborit fait une étude de cette famille chimique et introduit en thérapeutique l'AGR 1240 minaprine  commercialisée sous le nom de Cantor.

## Structure
La pyridazine possède 2 atomes d'azote compris dans un cycle aromatique à 6 chaînons.  Elle est l'isomère de position de la pyrimidine (1,3-diazine) et de la pyrazine (1,4-diazine). 
De nombreux composés contiennent le noyau pyridazine, par exemple : 
- herbicides  comme la credazine, le pyridafol et le pyridate ;
- médicaments comme le cefozopran, la cadralazine, la minaprine, l'hydralazine et le cilazapril.

### Propriétés physiques
Son poids moléculaire est de 80,09 g·mol-1. À température supérieure à −8 °C, c'est un liquide incolore qui passe à l'état gazeux vers les 208 °C.

## Utilisation
Elle est principalement utilisée en recherche et dans l'industrie chimique comme produit de départ ou d'addition pour la synthèse de composés plus complexes. Très peu de composés naturels contenant cette structure sont connus, avec pour exception les monoamycines (antibactérien).  